# بيراكتانت
بيراكتانت، الاسم التجاري سورفانتا، هو دواء يستخدم لعلاج وللوقاية من متلازمة الضائقة التنفسية عند الأطفال حديثي الولادة. يُستخدم تحديدًا للأطفال الخدّج. يُعطى في القصبة الهوائية. يبدأ تأثيره في غضون دقائق وقد يستمر لمدة تصل إلى 3 أيام.
تشمل الآثار الجانبية الشائعة لهذا الدواء انخفاض معدل ضربات القلب، وانخفاض مستوى الأكسجين، وانخفاض ضغط الدم، وارتفاع ضغط الدم، وانقطاع النفس، وانسداد الأنبوب الرغامي. وقد تشمل الآثار الجانبية الأخرى تعفن الدم. وهو فَاعِلٌ بِالسَّطْحِ الرِّئَوِيّ مشتق من الأبقار.
وافقت الجهات المختصة على الاستخدام الطبي لمادة البيراكتانت في الولايات المتحدة في عام 1991. ويبلغ سعر 100 ملغ منه في الولايات المتحدة نحو 400 دولار أمريكي منذ عام 2022.